# جو بينيت (لاعب كرة قاعدة)
جو بينيت (بالإنجليزية: Joe Bennett)‏ هو لاعب كرة قاعدة أمريكي، ولد في 2 يوليو 1900 في نيويورك في الولايات المتحدة، وتوفي في 11 يوليو 1987 في مورو باي في الولايات المتحدة.